# Kalasuru, Heggadadevankote
Kalasuru là một làng thuộc tehsil Heggadadevankote, huyện Mysore, bang Karnataka, Ấn Độ.